# Tatiana Lébedeva
Tatiana Lébedeva (en rus: Татьяна Лебедева) (Sterlitamak, Unió Soviètica 1976) és una atleta russa, especialista en salt de llargada i triple salt, guanyadora de cinc medalles olímpiques.
Va néixer el 21 de juliol de 1976 a la ciutat de Sterlitamak, població situada a la República de Baixkíria, que en aquells moments formava part de la República Socialista Federada Soviètica de Rússia (Unió Soviètica) i que avui dia forma part de la Federació Russa.

## Carrera esportiva
Va participar, als 24 anys, en els Jocs Olímpics d'Estiu de 2000 realitzats a Sydney (Austràlia), on va guanyar la medalla de plata en la prova femenina de triple salt. Als Jocs Olímpics d'Estiu de 2004 realitzats a Atenes (Grècia) va guanyar la medalla d'or en la prova de salt de llargada i la medalla de bronze en la prova de triple salt. Als Jocs Olímpics d'Estiu de 2008 a Pequín (República Popular de la Xina) va guanyar sengles medalles de plata en les proves de salt de llargada i triple salt.
Al llarg de la seva carrera ha guanyat cinc medalles en el Campionat del Món d'atletisme, tres d'elles d'or; tres medalles en el campionat del Món d'atletisme en pista coberta, dues d'elles d'or; una medalla d'or en el Campionat d'Europa d'atletisme i una altra en el Campionat d'Europa d'atletisme en pista coberta.
L'any 2005 va guanyar les sis proves de triple salt de la IAAF Golden League, aconseguint el premi d'un milió de dòlars.

### Millors marques
| Prova                            | Marca        | Seu                | Data                 |
| -------------------------------- | ------------ | ------------------ | -------------------- |
| Salt de llargada (aire lliure)   | 7.33 metres  | Tula (Rússia)      | 31 de juliol de 2004 |
| Salt de llargada (pista coberta) | 6.98 metres  | Budapest (Hongria) | 7 de març de 2004    |
| Triple salt (aire lliure)        | 15.34 metres | Heraklion (Grècia) | 4 de juliol de 2004  |
| Triple salt (pista coberta)      | 15.36 metres | Budapest (Hongria) | 6 de març de 2004    |